# Phonotimpus eutypus
Phonotimpus eutypus är en spindelart som beskrevs av Willis J. Gertsch och Davis 1940. Phonotimpus eutypus ingår i släktet Phonotimpus och familjen flinkspindlar. Inga underarter finns listade i Catalogue of Life.